# Gemeinnütziger Theater- und Konzertverein Erlangen
Der Gemeinnützige Theater- und Konzertverein Erlangen (gVe) ist die älteste Bürgerinitiative Erlangens.
Er wurde 1876 von Bürgern der Stadt und Mitgliedern der Friedrich-Alexander-Universität zur Gestaltung des Konzert- und Theaterlebens gegründet. Seit Anbeginn arbeitet der gVe eng mit der Stadt Erlangen zusammen.
Die erste Aktivität des gVe galt der Instandsetzung und Führung des Erlanger Markgrafentheaters (errichtet 1715–1719, umgebaut 1743/44). Daneben pflegte der gVe das Musikleben und veranstaltete bis in die 1960er Jahre auch Kunstausstellungen. 1937 löste sich der Verein auf, bevor ihn die NS-Organisation „Kraft durch Freude“ vereinnahmen konnte. Die Wiedergründung des Vereins erfolgte am 2. Dezember 1945. Nachdem das Theater 1956 wegen Baufälligkeit geschlossen werden musste, sicherte der gVe den Erhalt dieses bedeutenden spätbarocken Theatergebäudes, das heute als das älteste bespielte Barocktheater Süddeutschlands gilt. Von der Wiedereröffnung Ende 1959 bis 1989 organisierte der gVe im städtischen Auftrag einen erfolgreichen Gastspielbetrieb im Markgrafentheater.
Heute tritt der gVe vor allem als Veranstalter von Konzerten überregional in Erscheinung. Pro Saison gastieren Orchester und Solisten im Rahmen von 14 Abonnement-Konzerten in der Erlanger Heinrich-Lades-Halle (etwa 1200 Sitzplätze). Darüber hinaus veranstaltet der Verein Klavierabende, Familienkonzerte und eine eigene Reihe mit zeitgenössischer Musik an unterschiedlichen Aufführungsorten innerhalb Erlangens.
Der Verein lädt ergänzend zu seinem musikalischen Auftrag zu Kulturreisen ins In- und Ausland unter fachkundiger Führung ein: geführte Städtereisen, Ausstellungen über Kunst oder Geschichte oder Ausflüge zu Opern- und Konzertaufführungen ins In- und Ausland.